# Lennilenapeite
La lennilenapeite è un minerale.